# Times of Conflict
Times of Conflict è un videogioco di strategia in tempo reale, ambientato in un immaginario futuro, sviluppato da Eugen Systems e pubblicato da Microïds nel 2001.

## Modalità di gioco
Ci sono tre campagne per il gioco in singolo (con molte missioni), relative a: "Gilda", "Fondazione" e "Alleanza" e sono presenti alcuni scenari di battaglie utilizzabili per il gioco in gruppo su LAN o su Internet.